# ボルゴ・マントヴァーノ
ボルゴ・マントヴァーノ（伊: Borgo Mantovano）は、イタリア共和国ロンバルディア州マントヴァ県にある、人口約5,300人の基礎自治体（コムーネ）。
コムーネ統廃合 (it:Fusione di comuni italiani) により、ピエーヴェ・ディ・コリアーノ、レーヴェレとヴィッラ・ポーマが合併して2018年1月1日に発足した。

## 地理

### 位置・広がり

#### 隣接コムーネ
隣接するコムーネは以下の通り。
- ボルゴカルボナーラ (ボルゴフランコ・スル・ポー)
- マニャカヴァッロ
- オスティーリア
- ポッジョ・ルスコ
- クインジェントレ
- サン・ジョヴァンニ・デル・ドッソ
- スキヴェノーリア
- セッラヴァッレ・ア・ポー

### 気候分類・地震分類
気候分類では、zona E, 2388 GGに分類される。
また、イタリアの地震リスク階級 (it) では、zona 3 (sismicità bassa) に分類される。